# Черлакское
Черла́кское — село в Нововаршавском районе Омской области. Административный центр Черлакского сельского поселения.

## География
Село расположено в 35 км от железнодорожной станции «Иртышская».

## История
Посёлок образован в 1909 году. Его организовали переселенцы приехавшие по Столыпинской реформе. Здесь получили земельные наделы 3 брата Котовых. Во время Первой мировой войны (1916 г.) произошел всем известный Брусиловский прорыв — было много взято немцев в плен, среди военнопленных было много австрийцев, которые были отправлены на поселение сюда. Австрийцы переженились на сибирских немках, всего здесь жили 12 семей военнопленных австрийцев. получился целый посёлок его и назвали Брусиловка, в честь генерала Брусилова. Старостой поселения был Иоган Рунг.
В 1929 году во время организации совхоза «Черлакский» всем поселенцам Брусиловки нарезали участки на новых землях. Братьям Котовым на землях Новороссийки, а австрийцам на землях Силитинского из австрийцев в совхоз «Черлакский» вернулись только Оборовские, которые и сейчас проживают здесь. Первым директором был Павлов. Строительство совхоза начинали американские инженеры и специалисты, но когда случилась засуха и они не получили урожай то всё бросили и уехали. Дальше совхоз строили свои рабочие и специалисты.
В 1931 году посёлок стал центром образованного поселкового совета совхоза «Черлакский» Черлакского района.
В 1940 году посёлок вошёл в состав Нововаршавского района.
В 1962 году посёлок был передан в Русско-Полянский район.
В 1964 году вновь вошёл в восстановленный Нововаршавский район.
В 1991 году рабочий посёлок Черлакский был преобразован в село Черлакское.

## Население
| 1959 | 1970  | 1979  | 1989  | 2002  | 2010  |
| ---- | ----- | ----- | ----- | ----- | ----- |
| 2067 | ↘1310 | ↗1371 | ↗1396 | ↘1359 | ↘1024 |

## Улицы
В селе имеются улицы: Степная, Сенная, Брусиловка, Школьная, Молодёжная, Карбышева, Рокосовского, Мельничная, Центральная, Сибирская, Совхозная, пер. Школьный, Тухачевского.